# Zwei wie Katz und Maus
Zwei wie Katz und Maus ist eine Filmkomödie von Michael Apted aus dem Jahr 1981.

## Handlung
Der Reporter Ernie Souchak arbeitet in Chicago und recherchiert im Fall des korrupten Stadtratsmitglieds Yablonowitz. Der Politiker lässt Souchak durch zwei Polizisten verprügeln, der Journalist landet im Krankenhaus. Kurz darauf explodiert eine Bombe in seiner Wohnung.
Um Souchak zu schützen, beauftragt ihn sein Verleger, die pressescheue Vogelkundlerin Dr. Nell Porter zu interviewen, die sich in den Rocky Mountains aufhält. Der Stadtmensch Souchak verbringt zwei Wochen in der Wildnis der Berge und verliebt sich in Nell.
Nach der Rückkehr findet sich Souchak nur langsam wieder in der Stadt zurecht. Durch einen toten Zeugen kann die Sache mit der organisierten Kriminalität in Chicago schließlich in der Presse weiterverfolgt und der Justiz übergeben werden. Etwas später kommt Dr. Porter zu einem Vortrag nach Chicago. Souchak trifft sie erneut.
Während der hartgesottene Souchak sich nur schwer in der Wildnis zurechtfindet, ist das eigenständige und naturverbundene Leben von Nell in der Großstadt Chicago wiederum kaum vorstellbar. Letztlich können beide nicht mehr voneinander lassen und beschließen, trotz aller Gegensätze, auf dem Schienenweg zwischen Chicago und den Rocky Mountains, zu heiraten.

## Kritiken
Roger Ebert lobte in der „Chicago Sun-Times“ das Spiel von Allen Garfield und verglich die von ihm gespielte Figur mit dem eigenen Chef. Der Film selbst sei witzig.

## Auszeichnungen
Blair Brown wurde 1982 für den Golden Globe Award nominiert.